# Пер (Канталь)
Пер (фр. Pers) — колишній муніципалітет у Франції, у регіоні Овернь-Рона-Альпи, департамент Канталь. Населення — 301 осіб (2011).
Муніципалітет був розташований на відстані близько 450 км на південь від Парижа, 120 км на південний захід від Клермон-Феррана, 17 км на захід від Оріяка.

## Історія
До 2015 року муніципалітет перебував у складі регіону Овернь. Від 1 січня 2016 року належав до нового об'єднаного регіону Овернь-Рона-Альпи.
1 січня 2016 року Пер і Ле-Руже було об'єднано в новий муніципалітет Ле-Руже-Пер.

## Демографія
Динаміка населення (INSEE ):
Розподіл населення за віком та статтю (2006):
| Стать | Всього | До 15 років | 15-24 | 25-44 | 45-64 | 65-85 | Понад 85 |
| --- | ------ | ----------- | ----- | ----- | ----- | ----- | -------- |
| Чоловіки | 155    | 16          | 0     | 52    | 55    | 28    | 4        |
| Жінки | 131    | 31          | 8     | 32    | 32    | 20    | 8        |
| \| Статево-вікова піраміда \| Статево-вікова піраміда \| Статево-вікова піраміда \| \| ----------------------- \| ----------------------- \| ----------------------- \| \| Чоловіки \| Вік \| Жінки \| \| 4 \| 85 + \| 8 \| \| 4 \| 80-84 \| 4 \| \| 8 \| 75-79 \| 4 \| \| 16 \| 70-74 \| 12 \| \| 0 \| 65-69 \| 0 \| \| 16 \| 60-64 \| 4 \| \| 23 \| 55-59 \| 8 \| \| 16 \| 50-54 \| 12 \| \| 0 \| 45-49 \| 8 \| \| 12 \| 40-44 \| 0 \| \| 12 \| 35-39 \| 12 \| \| 16 \| 30-34 \| 16 \| \| 12 \| 25-29 \| 4 \| \| 0 \| 20-24 \| 0 \| \| 0 \| 15-20 \| 8 \| \| 8 \| 10-14 \| 0 \| \| 8 \| 5-9 \| 12 \| \| 0 \| 0-4 \| 19 \| |        |             |       |       |       |       |          |
| Статево-вікова піраміда |        |             |       |       |       |       |          |
| Чоловіки | Вік    | Жінки       |       |       |       |       |          |
| 4 | 85 +   | 8           |       |       |       |       |          |
| 4 | 80-84  | 4           |       |       |       |       |          |
| 8 | 75-79  | 4           |       |       |       |       |          |
| 16 | 70-74  | 12          |       |       |       |       |          |
| 0 | 65-69  | 0           |       |       |       |       |          |
| 16 | 60-64  | 4           |       |       |       |       |          |
| 23 | 55-59  | 8           |       |       |       |       |          |
| 16 | 50-54  | 12          |       |       |       |       |          |
| 0 | 45-49  | 8           |       |       |       |       |          |
| 12 | 40-44  | 0           |       |       |       |       |          |
| 12 | 35-39  | 12          |       |       |       |       |          |
| 16 | 30-34  | 16          |       |       |       |       |          |
| 12 | 25-29  | 4           |       |       |       |       |          |
| 0 | 20-24  | 0           |       |       |       |       |          |
| 0 | 15-20  | 8           |       |       |       |       |          |
| 8 | 10-14  | 0           |       |       |       |       |          |
| 8 | 5-9    | 12          |       |       |       |       |          |
| 0 | 0-4    | 19          |       |       |       |       |          |

## Економіка
2010 року серед 174 осіб працездатного віку (15—64 років) 130 були активними, 44 — неактивними (показник активності 74,7%, у 1999 році було 64,0%). З 130 активних мешканців працювало 115 осіб (67 чоловіків та 48 жінок), безробітними було 15 (8 чоловіків та 7 жінок). Серед 44 неактивних 11 осіб було учнями чи студентами, 19 — пенсіонерами, 14 були неактивними з інших причин.

У 2010 році в муніципалітеті числилось 124 оподатковані домогосподарства, у яких проживали 284,0 особи, медіана доходів виносила 15 598 євро на одного особоспоживача